# Élections législatives cambodgiennes de 2008
Les élections législatives cambodgiennes de 2008 ont permis, le 27 juillet, le renouvellement des 123 membres de l'Assemblée nationale. Ce sont les troisièmes élections législatives à se tenir dans ce pays depuis l'instauration de la monarchie constitutionnelle.
Les élections suivantes ont eu lieu en 2013.

## Formations politiques en lice
Le Parti du peuple cambodgien (CPP) est le parti actuellement au pouvoir dans le cadre d'une coalition avec le FUNCINPEC. Héritier du Parti révolutionnaire du peuple du Kampuchéa (PRPK), lui-même issu du Parti communiste cambodgien, il a cependant abandonné toute référence au communisme et au marxisme au profit de la reconnaissance de l'économie de marché. Il est dirigé par Chea Sim et Hun Sen, anciens chefs du PRPK. Donné favori par les enquêtes d'opinion, il avait remporté 73 sièges lors des législatives de 2003, avec plus de 47 % des suffrages exprimés.
Le Front uni national pour un Cambodge indépendant, neutre, pacifique et coopératif, plus communément appelé FUNCINPEC, est un parti centriste d'inspiration royaliste, actuellement dirigé par Keo Puth Rasmey. En cas de succès aux élections de juillet, c'est la princesse Norodom Arunrasmy, épouse de Keo Puth Rasmey, qui devrait prendre le poste de Premier ministre, conformément au choix du comité du parti qui s'est tenu en octobre 2007. Régulièrement allié au PPC depuis les élections de 1993, son influence diminue constamment au profit de ce dernier d'un scrutin à un autre. En 2003, il avait remporté 26 sièges avec près de 21 % des voix.
Le Parti Sam Rainsy (PSR), parti libéral dirigé par Sam Rainsy, est la première force politique d'opposition du pays. Avec près de 22 % des suffrages exprimés, il a envoyé 24 élus siéger à l'Assemblée nationale à l'issue des élections de 2003. Le rapprochement momentané avec le PPC opéré en 2006 par Sam Rainsy, allant à l'encontre de la tradition du parti qui préfère prendre part à des mouvements sociaux, lui a fait perdre une partie de sa crédibilité aux yeux de son électorat traditionnel. Le secrétaire général du parti, le très controversé Eng Chhay Eang, est en outre constamment confronté à plusieurs conflits internes.
Les autres partis prenant part aux élections sont marginaux et n'ont pas de représentants à l'Assemblée nationale. Le Parti Démocratique Khmer, héritier du Parti démocrate qui animait la vie politique du Royaume dans les années 1940, prend part aux élections depuis sa fondation en 1991, mais n'a jamais obtenu le moindre élu. Son programme est axé sur la lutte contre la pauvreté, le règlement des conflits fonciers et la régulation des flux migratoires en provenance du Vietnam. Le Parti des Droits de l'Homme, dirigé par Kem Sokha, ancien chef du Centre cambodgien pour les droits de l'homme, a été créé en janvier 2007. Il est soutenu financièrement par les communautés cambodgiennes exilées au Canada et aux États-Unis. Le Parti pour la Justice Sociale, créé en août 2006, axe son programme politique sur la démocratisation du pays, un renforcement des pouvoirs de l'État et un contrôle plus strict des flux migratoires en provenance du Vietnam. Le Parti républicain Khmer, fondé en 2007 aux États-Unis par Lon Rith, fils du maréchal Lon Nol, prône la lutte contre la corruption et l'accès aux soins pour tous, ainsi qu'un maintien de la monarchie. Le Parti Norodom Ranariddh (PNR), fondé en novembre 2006 sur les cendres du Parti du Front Khmer, est une formation politique monarchiste dirigé par Norodom Ranariddh, ex-membre du FUNCINPEC. L'Alliance pour la Démocratie, scission du PSR fondé en 2006, le Parti Khmer pour la Lutte contre la Pauvreté, parti fondé en 2008 par un khmer citoyen des États-Unis et plaidant pour l'instauration d'institutions similaires à celles de ces derniers au Cambodge, ainsi que la vieille scission du FUNCINPEC, le Mouvement Démocratique de Hang Dara, prendront également part aux élections.

## Résultats
Le 28 juillet, le Parti populaire cambodgien affirme avoir remporté l'élection, et prédit qu'il contrôlera au moins 91 des 123 sièges de l'assemblée. D'après les résultats partiels communiqués par la Commission électorale, le PPC a largement remporté l'élection dans au moins cinq provinces sur 24, avec des scores compris entre 62 % et 76 % des voix.
Sam Rainsy a dénoncé des « irrégularités » dans la tenue du scrutin à Phnom Penh, affirmant que 200 000 personnes auraient été privées de vote, leurs noms ayant disparu des listes électorales. Rainsy a demandé que les résultats de la capitale soient annulés, et qu'un nouveau scrutin local soit tenu En outre, quatre partis d'opposition ont appelé la communauté internationale à ne pas reconnaître les résultats (nationaux), affirmant qu'ils auraient été « truqués » par le PPC.
|                          |                                              |           |       |        |               |  |  |  |  |
| Partis politiques        | Partis politiques                            | Votes     | %     | Sièges | +/-           |  |  |  |  |
|                          | Parti du peuple cambodgien                   | 3 492 374 | 58,11 | 90     | 17            |  |  |  |  |
|                          | Parti Sam Rainsy                             | 1 316 714 | 21,91 | 26     | 2             |  |  |  |  |
|                          | Parti des Droits de l'Homme                  | 397 816   | 6,62  | 3      | Nv.           |  |  |  |  |
|                          | Parti Norodom Ranariddh                      | 337 943   | 5,62  | 2      | Nv.           |  |  |  |  |
|                          | FUNCINPEC                                    | 303 764   | 5,05  | 2      | 24            |  |  |  |  |
|                          | Alliance pour la démocratie                  | 68 909    | 1,15  | 0      | Nv.           |  |  |  |  |
|                          | Parti démocratique Khmer                     | 32 386    | 0,54  | 0      | en stagnation |  |  |  |  |
|                          | Mouvement démocratique de Hang Dara          | 25 065    | 0,42  | 0      | en stagnation |  |  |  |  |
|                          | Parti pour la justice sociale                | 14 112    | 0,23  | 0      | Nv.           |  |  |  |  |
|                          | Parti républicain Khmer                      | 11 693    | 0,19  | 0      | Nv.           |  |  |  |  |
|                          | Parti Khmer pour la lutte contre la pauvreté | 9 501     | 0,16  | 0      | Nv.           |  |  |  |  |
|                          |                                              |           |       |        |               |  |  |  |  |
| Votes valides            | Votes valides                                | 6 010 277 | 95,51 |        |               |  |  |  |  |
| Votes blancs et nuls     | Votes blancs et nuls                         | 90 607    | 1,49  |        |               |  |  |  |  |
| Total                    | Total                                        | 6 100 884 | 100   | 123    | en stagnation |  |  |  |  |
| Abstentions              | Abstentions                                  | 2 024 645 | 24,92 |        |               |  |  |  |  |
| Inscrits / participation | Inscrits / participation                     | 8 125 529 | 75,08 |        |               |  |  |  |  |

- Nouvelle composition de la Chambre d'après les résultats publiés par le Comité national électoral[12] :

## Liste des députés
| Province          | Député           | Parti                       |
| ----------------- | ---------------- | --------------------------- |
| Banteay Mean Chey | Try Chheanghuot  | Parti populaire cambodgien  |
| Banteay Mean Chey | Pal Sam Oeun     | Parti populaire cambodgien  |
| Banteay Mean Chey | Yeum Chhayly     | Parti populaire cambodgien  |
| Banteay Mean Chey | Orn Som          | Parti populaire cambodgien  |
| Banteay Mean Chey | Nhek Bunchhay    | FUNCINPEC                   |
| Banteay Mean Chey | Yun Tharo        | Parti Sam Rainsy            |
| Battambang        | Ly Kim Leang     | Parti populaire cambodgien  |
| Battambang        | Ang Vong Vathana | Parti populaire cambodgien  |
| Battambang        | Sar Kheng        | Parti populaire cambodgien  |
| Battambang        | Chheang Vun      | Parti populaire cambodgien  |
| Battambang        | Ngen Khorn       | Parti populaire cambodgien  |
| Battambang        | Nem Thaut        | Parti populaire cambodgien  |
| Battambang        | Chiv Kata        | Parti Sam Rainsy            |
| Battambang        | Eng Chhay Eang   | Parti Sam Rainsy            |
| Kampong Cham      | Heng Samrin      | Parti populaire cambodgien  |
| Kampong Cham      | Hor Namhong      | Parti populaire cambodgien  |
| Kampong Cham      | Im Run           | Parti populaire cambodgien  |
| Kampong Cham      | Yuos Son         | Parti populaire cambodgien  |
| Kampong Cham      | Vann Sengly      | Parti populaire cambodgien  |
| Kampong Cham      | Im Sethy         | Parti populaire cambodgien  |
| Kampong Cham      | Sam Rainsy       | Parti Sam Rainsy            |
| Kampong Cham      | You Hockry       | Parti Norodom Ranariddh     |
| Kampong Cham      | Chea Sophara     | Parti populaire cambodgien  |
| Kampong Cham      | Khiev Kanharith  | Parti populaire cambodgien  |
| Kampong Cham      | Kem Sokha        | Parti des Droits de l'Homme |
| Kampong Cham      | Chem Savey       | Parti populaire cambodgien  |
| Kampong Cham      | Thak Lany        | Parti Sam Rainsy            |
| Kampong Cham      | Kimsour Phirith  | Parti Sam Rainsy            |
| Kampong Cham      | Cheam Channy     | Parti Sam Rainsy            |
| Kampong Cham      | Mao Monivann     | Parti Sam Rainsy            |
| Kampong Chhnang   | Kong Sam Ol      | Parti populaire cambodgien  |
| Kampong Chhnang   | Chin Kimsreng    | Parti populaire cambodgien  |
| Kampong Chhnang   | Khek Sam Onn     | Parti populaire cambodgien  |
| Kampong Chhnang   | Khy Vann Deth    | Parti Sam Rainsy            |
| Kampong Chhnang   | Tram Iv Teuk     | Parti populaire cambodgien  |
| Kampong Chhnang   | Ouk Rabun        | Parti populaire cambodgien  |
| Kampong Speu      | Ly Son           | Parti populaire cambodgien  |
| Kampong Speu      | Samrith Pech     | Parti populaire cambodgien  |
| Kampong Speu      | Say Chhom        | Parti populaire cambodgien  |
| Kampong Speu      | Im Savoeun       | Parti populaire cambodgien  |
| Kampong Speu      | Nut Romduol      | Parti Sam Rainsy            |
| Kampong Speu      | Hem Khorn        | Parti populaire cambodgien  |
| Kampong Thom      | Un Neung         | Parti populaire cambodgien  |
| Kampong Thom      | Ngoun Nhel       | Parti populaire cambodgien  |
| Kampong Thom      | Sik Bunhok       | Parti populaire cambodgien  |
| Kampong Thom      | Nhem Thavy       | Parti populaire cambodgien  |
| Kampong Thom      | Kuch Moly        | FUNCINPEC                   |
| Kampong Thom      | Men Sothavrin    | Parti Sam Rainsy            |
| Kampot            | Nay Pena         | Parti populaire cambodgien  |
| Kampot            | Som Chin         | Parti populaire cambodgien  |
| Kampot            | Som Kim Sour     | Parti populaire cambodgien  |
| Kampot            | Chay Saing Yun   | Parti populaire cambodgien  |
| Kampot            | Mou Sochuor      | Parti Sam Rainsy            |
| Kampot            | Pen Simorn       | Parti populaire cambodgien  |
| Kampot            | Chay Saing Yun   | Parti populaire cambodgien  |
| Kandal            | Mom Cheumhuy     | Parti populaire cambodgien  |
| Kandal            | Ho Naun          | Parti populaire cambodgien  |
| Kandal            | Hun Sen          | Parti populaire cambodgien  |
| Kandal            | Chhay Thorn      | Parti populaire cambodgien  |
| Kandal            | Dul Koeun        | Parti populaire cambodgien  |
| Kandal            | Lim Kean Hor     | Parti populaire cambodgien  |
| Kandal            | Pot Poeu         | Parti Sam Rainsy            |
| Kandal            | Khuon Sodary     | Parti populaire cambodgien  |
| Kandal            | Chan Cheng       | Parti Sam Rainsy            |
| Kandal            | Ou Chanrith      | Parti des Droits de l'Homme |
| Kandal            | Khim Laky        | Parti Sam Rainsy            |
| Kep               | Cham Prasith     | Parti populaire cambodgien  |
| Kaoh Kong         | Ay Khan          | Parti populaire cambodgien  |
| Kracheh           | Im Chhunlim      | Parti populaire cambodgien  |
| Kracheh           | Chhann Saphan    | Parti populaire cambodgien  |
| Kracheh           | Long Ry          | Parti Sam Rainsy            |
| Mondol Kiri       | Rath Sarem       | Parti populaire cambodgien  |
| Pailin            | Y Chhean         | Parti populaire cambodgien  |
| Phnom Penh        | Chea Soth        | Parti populaire cambodgien  |
| Phnom Penh        | Keat Chhon       | Parti populaire cambodgien  |
| Phnom Penh        | Hou Sry          | Parti populaire cambodgien  |
| Phnom Penh        | Um Nhanh         | Parti populaire cambodgien  |
| Phnom Penh        | Hour Vann        | Parti Sam Rainsy            |
| Phnom Penh        | Krouch Sam An    | Parti populaire cambodgien  |
| Phnom Penh        | Mam Bunheng      | Parti populaire cambodgien  |
| Phnom Penh        | Tioulong Saumura | Parti Sam Rainsy            |
| Phnom Penh        | Ith Samheng      | Parti populaire cambodgien  |
| Phnom Penh        | Sun Chhay        | Parti Sam Rainsy            |
| Phnom Penh        | Yeum Sovann      | Parti Sam Rainsy            |
| Phnom Penh        | Ly Srey Vina     | Parti Sam Rainsy            |
| Preah Vihear      | Sok Sam Eng      | Parti populaire cambodgien  |
| Sihanoukville     | Suos Kanan       | Parti populaire cambodgien  |
| Prey Veng         | Pen Panha        | Parti populaire cambodgien  |
| Prey Veng         | Min Sean         | Parti populaire cambodgien  |
| Prey Veng         | Sok Eay San      | Parti populaire cambodgien  |
| Prey Veng         | Cheam Yeab       | Parti populaire cambodgien  |
| Prey Veng         | Long Sakhan      | Parti populaire cambodgien  |
| Prey Veng         | Nhem Vannda      | Parti populaire cambodgien  |
| Prey Veng         | Bin Chhin        | Parti populaire cambodgien  |
| Prey Veng         | Yem Ponhrith     | Parti des Droits de l'Homme |
| Prey Veng         | Sao Rany         | Parti Norodom Ranariddh     |
| Prey Veng         | Chea Pauch       | Parti Sam Rainsy            |
| Prey Veng         | Kong Bora        | Parti Sam Rainsy            |
| Pothisat          | Chin Bunsean     | Parti populaire cambodgien  |
| Pothisat          | Suy Sem          | Parti populaire cambodgien  |
| Pothisat          | Sman Teat        | Parti populaire cambodgien  |
| Pothisat          | Ly Narun         | Parti populaire cambodgien  |
| Rotanah Kiri      | Bou Thorng       | Parti populaire cambodgien  |
| Siem Reab         | Tea Banh         | Parti populaire cambodgien  |
| Siem Reab         | Pao Savoeun      | Parti populaire cambodgien  |
| Siem Reab         | Keo Saphal       | Parti populaire cambodgien  |
| Siem Reab         | Sam Heang        | Parti populaire cambodgien  |
| Siem Reab         | Sieng Nam        | Parti populaire cambodgien  |
| Siem Reab         | Ke Sovannrath    | Parti Sam Rainsy            |
| Svay Rieng        | Sao Leng         | Parti populaire cambodgien  |
| Svay Rieng        | Chhun Sarem      | Parti populaire cambodgien  |
| Svay Rieng        | Hul Sarvann      | Parti populaire cambodgien  |
| Svay Rieng        | Duong Vanna      | Parti populaire cambodgien  |
| Svay Rieng        | Men Sam An       | Parti populaire cambodgien  |
| Stoeng Treng      | Sorn In Thor     | Parti populaire cambodgien  |
| Takev             | Mok Mareth       | Parti populaire cambodgien  |
| Takev             | Chan Sarun       | Parti populaire cambodgien  |
| Takev             | Nin Saphon       | Parti populaire cambodgien  |
| Takev             | So Khun          | Parti populaire cambodgien  |
| Takev             | Sok An           | Parti populaire cambodgien  |
| Takev             | Kuy Bunroeun     | Parti Sam Rainsy            |
| Takev             | Tok Vann Chann   | Parti Sam Rainsy            |
| Takev             | Ung Bun Hov      | Parti populaire cambodgien  |
| Otdar Mean Cheay  | Noeu Sam         | Parti populaire cambodgien  |